# 溴化氰
溴化氰（化學式：CNBr）是一種氰和溴的化合物，含劇毒，人體吸入可引致死亡。

## 化學性質
溴化氰含劇毒而且性質活潑，其易发生聚合，产生三聚氰溴。与氫氧化鈉發生化學反應生成氰酸鈉，與氨和胺發生化學反應生成氨基氰，與醇發生化學反應生成三聚氰酸酯。溴化氰遇水易发生水解。
3BrCN → (CNBr)₃
BrCN + 2 NaOH → NaOCN + NaBr + H2O
BrCN + H2O → HOCN + HBr

## 危害
毒性作用類似氫氰酸，並有強烈刺激性，人體吸入後會引起頭痛、頭暈、噁心、嘔吐、虛弱、驚厥、昏迷、咳嗽、呼吸困難、肺水腫，對眼睛和皮膚都有強烈刺激性，口服後會引起口腔和胃部灼傷，嚴重可引致死亡。